# ماریان مارکوویچ
ماریان مارکوویچ (صربی: Marjan Marković؛ زادهٔ ۲۸ سپتامبر ۱۹۸۱) بازیکن فوتبال اهل صربستان بود.
از باشگاه‌هایی که در آن بازی کرده‌است می‌توان به باشگاه فوتبال ایسترا ۱۹۶۱، باشگاه فوتبال فرست وینا، باشگاه فوتبال دینامو کی‌یف، باشگاه فوتبال ستاره سرخ بلگراد، و باشگاه فوتبال جنوآ اشاره کرد.
وی همچنین در تیم‌های ملی فوتبال زیر ۲۱ سال صربستان و صربستان بازی کرده‌است.